# 何華仁
何華仁（1958年—2021年12月18日），台灣「黑白木刻」版畫家、兒童繪本作家，擅常用木刻版畫，著有《春天的短歌》、《彩鷸奶爸》、《大樹是寶》、《海邊有隼》、《哇！公園有鷹》、《風中有鷹》等跟鳥類有關的兒童繪本。
在2012年，臺東大學兒童文學研究所博士陳玉金發表名為「何華仁—用版畫和繪本紀錄臺灣野鳥—用圖畫說故事的人之十二」的論文
。

## 生平
作家向陽指出：「何華仁受到好朋友劉克襄的影響，開始觀察鳥類生態與進行和木版畫雕刻。」
之後，何華仁罹患癌症。作家廖玉蕙說：「畫展後，何華仁在其頂樓畫室長桌上不斷地拓著版畫其實是很費力的」。

## 經歷
- 中國時報「人間副刊」美術編輯[7]
- 出版社總編輯
- 台灣猛禽研究會第1、2屆理事長
- 台北野鳥學會理事長
- 2014年與陳玉金、李明足、祝建太、邱承宗、孫心瑜、黃郁欽、陶樂蒂、陳維霖等知名作家一起擔任由宜蘭縣政府文化局舉辦的蘭陽繪本創作營講師。[8]
- 2015年蘭陽繪本創作營講師

## 作品
- 2002年，《春天的短歌》三民書局
- 2004年，《小島上的貓頭鷹》青林國際出版股份有限公司
- 2007年，《灰面鵟鷹的旅行》內政部營建署墾丁國家公園管理處
- 2010年，《臺灣鳥四季》玉山社出版事業股份有限公司
- 2010年，《野鳥有夠酷》玉山社出版事業股份有限公司
- 2010年，《野鳥會躲藏》玉山社出版事業股份有限公司
- 2013年，《彩鷸奶爸》玉山社
- 2014年，《鳥兒的家》小魯文化
- 2015年，《大樹是寶》小魯文化，何華仁主編
- 2016年，《夜梟》聯合文學出版社股份有限公司，何華仁版畫
- 2019年，《海邊有隼》
- 2019年，《哇！公園有鷹》青林出版社，何華仁
- 2020年，《風中有鷹》玉山社，何華仁
- 2022年，《何華仁版畫》三冊，包含《溪谷裡的貓頭鷹》、《有隼》、《花見小鴞》掃葉工坊，何華仁  （页面存档备份，存于）
- 《蘭陽森林美學︰山村文學行腳》內的〈山林鳥四季〉，〈山林鳥四季〉介紹太平山之鳥類，分別有〈山鷓鴣〉、〈松蘿裡的紋翼畫眉〉、〈冠羽畫眉的騷動〉、〈藍腹鷴比翼滑翔〉、〈黃山雀加冕儀式〉、〈叢樹鶯急叩電報〉、〈白耳畫眉來趕集〉、〈無畏的金翼白眉〉，〈山林鳥四季〉的作者是何華仁[9]。

## 展覽
- 2020年，猛禽版畫展[10]
- 2023年9月23日，山鷹─何華仁和他的朋友們」畫展，展覽地點：台北「雄獅星空」藝文空間[11]

## 得獎
- 【彩鷸奶爸】，2013好書大家讀年度最佳少年兒童讀物獎
- 【彩鷸奶爸】，第六十四梯次好書大家讀入選書單
- 【彩鷸奶爸】，第36次推介/中小學生優良課外讀物[12]
- 2019年，何華仁獲頒台灣猛禽研究會「終身貢獻獎」

## 週邊產品
- 宜蘭國際綠色影展-何華仁的彩鷸作品設計之主視覺限量影展紀念T-shirt[13]